# Arbaciella elegans
Arbaciella elegans is een zee-egel uit de familie Arbaciidae.
De wetenschappelijke naam van de soort werd in 1910 gepubliceerd door Theodor Mortensen.